# Severstal Tcherepovets
Le Severstal Tcherepovets (russe : Северсталь Череповец) est un club russe professionnel de hockey sur glace basé à Tcherepovets. Il évolue dans la KHL.

## Historique
Fondée en 1956 sous le nom de Stroïtel Tcherepovets, l'équipe a été renommée en 1959 en Metallourg Tcherepovets. En 1994, l'équipe prend son nom actuel, afin de rappeler le nom du principal sponsor de l'équipe : Severstal. Le club n'a jamais gagné le championnat de Russie. En 2008, il intègre une nouvelle compétition en Eurasie, la KHL.

## Palmarès
- Vainqueur du troisième échelon d'URSS : 1981.

### Saisons en KHL
Note : PJ : parties jouées, V : victoires, VP: victoires en prolongation, VF: victoires en fusillade, D : défaites, N : matchs nuls, DP : défaite en prolongation, DTF : défaite en fusillade, Pts : Points, BP : buts pour, BC : buts contre.
| Saison    | PJ | V  | VP | VTB | D  | DP | DTB | BP  | BC  | Pts | Classement | Séries éliminatoires                                                               |
| --------- | -- | -- | -- | --- | -- | -- | --- | --- | --- | --- | ---------- | ---------------------------------------------------------------------------------- |
| 2008-2009 | 56 | 19 | 1  | 7   | 25 | 2  | 2   | 142 | 171 | 77  | 17e/24     | Non qualifié                                                                       |
| 2009-2010 | 56 | 16 | 2  | 7   | 23 | 2  | 6   | 151 | 162 | 74  | 16e/24     | Non qualifié                                                                       |
| 2010-2011 | 54 | 25 | 2  | 3   | 20 | 4  | 0   | 145 | 142 | 89  | 9e/23      | Atlant Mytichtchi 4-2 (huitième-finale)                                            |
| 2011-2012 | 54 | 23 | 0  | 5   | 20 | 2  | 4   | 142 | 133 | 85  | 11e/23     | Atlant Mytichtchi 4-2 (huitième-finale)                                            |
| 2012-2013 | 52 | 21 | 1  | 6   | 15 | 5  | 3   | 137 | 117 | 85  | 11e/26     | Lokomotiv Iaroslavl 4-2 (huitième-finale) SKA Saint-Pétersbourg 4-0 (quart-finale) |
| 2013-2014 | 54 | 20 | 0  | 5   | 22 | 2  | 5   | 128 | 135 | 77  | 18e/28     | Non qualifié                                                                       |
| 2014-2015 | 60 | 19 | 1  | 7   | 21 | 6  | 6   | 157 | 168 | 85  | 17e/28     | Non qualifié                                                                       |
| 2015-2016 | 60 | 12 | 4  | 4   | 34 | 5  | 1   | 124 | 167 | 58  | 27e/28     | Non qualifié                                                                       |
| 2016-2017 | 60 | 18 | 3  | 2   | 27 | 6  | 4   | 133 | 163 | 74  | 23e/29     | Non qualifié                                                                       |
| 2017-2018 | 56 | 18 | 7  | 2   | 18 | 6  | 5   | 131 | 145 | 83  | 17e/27     | SKA Saint-Pétersbourg 4-0 (huitième-finale)                                        |
| 2018-2019 | 62 | 14 | 5  | 4   | 34 | 4  | 1   | 124 | 178 | 51  | 22e/25     | Non qualifié                                                                       |
| 2019-2020 | 62 | 14 | 3  | 7   | 28 | 7  | 3   | 126 | 171 | 58  | 20e/24     | Non qualifié                                                                       |
| 2020-2021 | 60 | 23 | 6  | 3   | 24 | 1  | 3   | 149 | 159 | 68  | 13e/23     | HK Dinamo Moscou 4-1 (huitième-finale)                                             |
| 2021-2022 | 49 | 18 | 5  | 5   | 14 | 5  | 2   | 129 | 119 | 63  | 8e/24      | HK Dinamo Moscou 4-3 (huitième-finale)                                             |
| 2022-2023 | 68 | 20 | 4  | 7   | 24 | 7  | 6   | 182 | 187 | 75  | 14e/22     | HK CSKA Moscou 3-4 (huitième de finale)                                            |
| 2023-2024 | 68 | 30 | 1  | 5   | 24 | 5  | 3   | 203 | 185 | 80  | 11e/23     | HK Spartak Moscou 1-4 (huitième de finale)                                         |
| 2024-2025 | 68 | 36 | 1  | 4   | 26 | 0  | 1   | 200 | 198 | 83  | 12e/23     | HK Spartak Moscou 1-4 (huitième de finale)                                         |

## Joueurs

Historique des logos du Severstal Tcherepovets
Logo de 2008 à 2009.
Logo de 2009 à 2014.
Logo de 2014 à 2019.
Logo depuis 2019.